# Рябиновая Слободка
Ряби́новая Слобо́дка (бел. Рабінавая Слабодка) — деревня в составе Радомльского сельсовета Чаусского района Могилёвской области Республики Беларусь.

## Население
- 2010 год — 3 человека